# Samuel Pulido Serrano
Samuel Pulido Serrano (* 18. Juni 1983 in Priego de Córdoba) ist ein spanischer Biathlet.
Samuel Pulido lebt in Jaca. Der Soldat begann 2005 mit dem Biathlonsport, zwei Jahre später rückte er in den Nationalkader Spaniens auf. Er startet für den Militärsportverein E.M.E.M. und wird von Jordan Pentchew trainiert. Seine ersten internationalen Einsätze hatte er im Rahmen der Militär-Skiweltmeisterschaften 2006 in Andermatt, wo er 74. des Sprintrennens wurde. Auch 2007 startete er in Võru bei den Militär-Skiweltmeisterschaften und wurde unter anderem mit Sergio Gimeno, Luis Hernando und José Ramón Navarro Pérez 16. des Militärpatrouillenlaufes. 2007 gab der Spanier in Cesana San Sicario sein Debüt im Europacup, dem späteren IBU-Cup, und wurde 71. eines Einzels. Es dauerte bis 2011, dass er bei einem Sprint in Bansko als 23. erstmals Punkte gewann und zugleich seine bislang beste Platzierung in der zweithöchsten Rennserie erreichte. Früh in der Saison 2008/09 bestritt Pulido in Hochfilzen seine ersten Rennen im Weltcup und kam auf die Plätze 119 im Sprint und 121 im Einzel. Seine besten Weltcup-Ergebnisse erreichte der Spanier im Rahmen der Weltmeisterschaften 2012 in Ruhpolding, seiner ersten großen internationalen Biathlon-Meisterschaft. Im Sprint erreichte er als 100. seine erste Top-100-Platzierung, verpasste aber noch ein erstes zweistelliges Resultat, das er dann mit Rang 99 im Einzel schaffte.

## Weltcupstatistik
Die Tabelle zeigt alle Platzierungen (je nach Austragungsjahr einschließlich Olympische Spiele und Weltmeisterschaften).
- 1.–3. Platz: Anzahl der Podiumsplatzierungen
- Top 10: Anzahl der Platzierungen unter den ersten zehn (einschließlich Podium)
- Punkteränge: Anzahl der Platzierungen innerhalb der Punkteränge (einschließlich Podium und Top 10)
- Starts: Anzahl gelaufener Rennen in der jeweiligen Disziplin

| Platzierung                    | Einzel | Sprint | Verfolgung | Massenstart | Staffel | Gesamt |
| ------------------------------ | ------ | ------ | ---------- | ----------- | ------- | ------ |
| 1. Platz                       |        |        |            |             |         |        |
| 2. Platz                       |        |        |            |             |         |        |
| 3. Platz                       |        |        |            |             |         |        |
| Top 10                         |        |        |            |             |         |        |
| Punkteränge                    |        |        |            |             |         |        |
| Starts                         | 2      | 4      |            |             |         | 6      |
| Stand: Nach der Saison 2011/12 |        |        |            |             |         |        |